# استراتژی (نظریه بازی)
در استراتژی (نظریه بازی) (به انگلیسی: (Strategy (game theory) استراتژی یا راهبرد یک بازیکن در یک بازی یک مجموعه کامل از اعمالی است که در هر موقعیت انجام می‌دهد. راهبرد به‌طور کامل رفتار بازیکن را بیان می‌کند. راهبرد یک بازیکن بیان‌کننده اعمالی است که بازیکن در هر مرحله از بازی، برای هر مجموعه از اعمالی که بازیکن قبل از این مرحله انجام داده، انتخاب می‌کند.

یک نمایه راهبرد (گاهی آن را ترکیب راهبرد نیز می‌نامند) مجموعه‌ای از راهبرد‌ها برای هر بازیکن است که به‌طور کامل همه اعمال در یک بازی را بیان می‌کند. یک نمایه راهبرد باید شامل یک و فقط یک راهبرد برای هر بازیکن باشد.

مفهوم راهبرد گاهی به غلط با حرکت اشتباه گرفته می‌شود. یک حرکت عملی است که توسط یک بازیکن در نقطه‌ای از بازی انتخاب می‌شود (مثلاً در شطرنج حرکت فیل سفید از نقطهٔ a۲ به نقطهٔ b۳). در حالی که یک راهبرد یک الگوریتم کامل برای انجام بازی است که به بازیکن می‌گوید در هر موقعیت ممکن در طول بازی چه کار کند.

## مجموعه راهبرد
مجموعه راهبرد یک بازیکن تعیین می‌کند که برای این بازیکن، بازی کردن کدام راهبرد‌ها ممکن است.
اگر برای یک بازیکن تعدادی راهبرد گسسته وجود داشته باشد، مجموعه راهبرد این بازیکن متناهی است. به عنوان نمونه در بازی سنگ، کاغذ، قیچی، هر بازیکن مجموعه راهبرد متناهی {سنگ، کاغذ، قیچی} را دارد.

در غیر این صورت یک مجموعه راهبرد نامتناهی است. به عنوان هستند و مجموعه راهبرد نامتناهی است {۱۰ هزار تومان، ۲۰ هزار تومان، ۳۰ هزار تومان و...}. همچنین، بازی بریدن کیک دارای راهبرد‌های کراندار و پیوسته در مجموعه راهبرد‌ها است {بریدن هر جا بین ۰٪ تا ۱۰۰٪ از کیک}.

در یک بازی پویا مجموعه راهبرد شامل قوانین ممکن است که یک بازیکن می‌تواند به یک ربات یا یک عامل نرم‌افزاری بدهد تا بفهمد که چطور بازی کند. برای مثال در بازی اولتیماتوم، مجموعه راهبرد برای بازیکن دوم شامل همه قوانین ممکن است که برای آن‌ها پیشنهاد می‌شود فرد بپذیرد یا رد کند.
در یک بازی بایزی (Bayesian game) مجموعه راهبرد شبیه بازی پویا است. مجموعه راهبرد شامل قوانینی است که بیان می‌کند برای هر اطلاعات خصوصی ممکن چه عملی انجام شود.

### انتخاب یک مجموعه راهبرد
در نظریه بازی‌های کاربردی، تعریف مجموعه‌های راهبرد بخش مهمی از هنر به صورت هم‌زمان معنادار و قابل حل کردن یک بازی است. نظریه پرداز بازی می‌تواند از دانش سراسر مسئله به منظور محدود کردن فضای راهبرد و ساده‌تر کردن راه حل استفاده کند.

به عنوان مثال، اگر بخواهیم در مورد بازی اولتیماتوم دقیق صحبت کنیم، یک بازیکن می‌تواند راهبرد‌هایی مثل  رد کردن پیشنهاد (۱ تومان، ۲ تومان، ...، ۱۹ تومان) و پذیرفتن پیشنهاد (۰ تومان، ۱ تومان، ...، ۲۰ تومان) را داشته باشد. به حساب آوردن همهٔ این راهبرد‌ها، فضای راهبرد بسیار بزرگی را به وجود می‌آورد و مسئله را دشوار می‌کند. یک نظریه‌پرداز بازی در عوض می‌تواند مجموعه راهبرد‌ها را به این صورت بسازد: {رد کردن هر پیشنهاد کمتر یا مساوی x و پذیرفتن هر پیشنهاد بزرگتر از x، برای  x در (۰ تومان، ۱ تومان، ...، ۲۰ تومان)}.

## راهبرد خالص و راهبرد مختلط
یک راهبرد خالص تعریف کاملی از این که یک بازیکن چگونه بازی خواهد کرد ارائه می‌دهد. این راهبرد حرکتی را که یک بازیکن برای هر موقعیتی که با آن روبه‌رو خواهد شد باید انجام دهد، تعریف می‌کند. مجموعه راهبرد یک بازیکن مجموعه‌ای است از راهبرد‌های خاصی که برای آن بازیکن ممکن است.

یک راهبرد مختلط انتصاب یک احتمال به هر راهبرد خالص است. این راهبرد به یک بازیکن اجازه می‌دهد به صورت تصادفی یک راهبرد خالص را برگزیند. چون احتمال‌ها پیوسته هستند راهبرد‌های مختلط نامتناهی برای یک بازیکن وجود دارد، حتی اگر مجموعه راهبرد‌های آن متناهی باشد.

البته می‌توان یک راهبرد خالص را نوع خاصی از راهبرد مختلط دانست که در آن یک راهبرد خالص خاص با احتمال ۱ و بقیه راهبرد‌ها با احتمال ۰ انتخاب می‌شوند.

یک راهبرد کاملاً مختلط، راهبرد مختلطی است که در آن بازیکن یک احتمال اکیداً مثبت به هر راهبرد خالص می‌دهد.

## راهبرد ترکیبی

### مثال
ماتریس بازدهی که در شکل زیر نشان داده شده را در نظر بگیرید (بازی تشریک مساعی). در اینجا یک بازیکن ردیف و بازیکن دیگر ستون را انتخاب می‌کند. بازیکن ردیف اولین بازده را دریافت می‌کند و بازیکن ستون دومی را. اگر بازیکن ردیف ترجیح دهد که A را با احتمال ۱ انتخاب کند، در این‌صورت می‌گوییم او یک راهبرد خالص را بازی می‌کند. اگر بازیکن ستون یک سکه بیندازد و اگر شیر آمد A و اگر خط آمد B را بازی کند، در این صورت او یک راهبرد مختلط را بازی کرده و نه یک راهبرد خالص.
|   | A   | B   |
| - | --- | --- |
| A | ۱٬۱ | ۰٬۰ |
| B | ۰٬۰ | ۱٬۱ |

### اهمیت
جان فوربز نش، در مقاله معروف خود اثبات کرد که برای هر بازی متناهی یک تعادل وجود دارد. تعادل نش بر دو قسم است: تعادل‌های نش راهبرد خالص تعادل‌هایی هستند که در آن‌ها همه بازیکنان با راهبرد خالص بازی می‌کنند. تعادل‌های نش راهبرد مختلط تعادل‌هایی هستند که در آن‌ها حداقل یک بازیکن با راهبرد مختلط بازی می‌کند. نش اثبات کرد که هر بازی متناهی یک تعادل نش دارد، نه این که هر بازی متناهی یک تعادل نش خالص دارد. بازی‌ها می‌توانند هم تعادل خالص و هم تعادل مختلط داشته باشند.